# Устав Републике Словеније
Устав Републике Словеније је ратификовао Државни збор на седници 23 децембра 1991. Садржи 177 чланова (броја до 174, али поред члана 3. постоји и члан 3.а, 2016. године је додат члан 70. а члану 70. а 2021. године члан 62. а), који су подељен на десет делова:
1. Опште одредбе
2. Људска права и основне слободе
3. Економски и друштвени односи
4. Државна регулатива
5. Самоуправљање
6. Јавне финансије
7. Уставност и законитост
8. Уставни суд
9. Поступак за промену устава
10. Прелазне и завршне одредбе

## Амандмани на Устав
Промене устава спроводи Државни збор доношењем уставног закона за које је прописана подршка двотрећинске већине. Чак и у случају промене, првобитни устав од 23. децембра 1991. као и сваки појединачни уставни закон ће и даље да важи. Устав са унетим амандманима није правно ваљан, већ само има за циљ већу транспарентност. Такав устав је означен као незванични пречишћени текст. Промена устава је могућа и одржавањем референдума о изменама устава, али ова врста референдума у Словенији још увек није одржана. Од 1991. словеначки устав се мењао неколико пута:
- 14. јул 1997: амандман 68. члана: страним држављанима је дозвољено да купују некретнине у Словенији. Ова промена устава је резултат шпанског компромиса који је омогућио Словенији да се приближи Европској унији
- 25. јул 2000: Додатак 80. члана: пропорционални систем је уписан директно у устав како би се избегла правна празнина која је настала након што је Уставни суд Републике Словеније одлучио да закон о изборном систему, који би усвојила Народна скупштина, мора преузети узимајући у обзир мишљење релативне већине, изражено на референдуму о изборном систему
- 7. март 2003: измена поглавља I (додат члан 3.а) и  47 и 68. члана: измењени устав омогућио Словенији улазак у Европску унију и НАТО.
- 15. јун 2004: Промена 14, 43. и 50. чл. (три уставна закона)
- 27. јун 2006: Измена 121, 140. и 143. члан: омогућио регионализацију Словеније по покрајинама
- 31. мај 2013: Фискално правило (буџет) и законодавни референдум
- 30. новембар 2016: Додат 70. Члан а (право на воду за пиће)
- 27. мај 2021: додат је члан 62.а који дефинише право на слободну употребу и развој словеначког знаковног језика